# 北海道道338号大沼公園線
北海道道338号大沼公園線（ほっかいどうどう338ごう おおぬまこうえんせん）は、北海道亀田郡七飯町と茅部郡森町を通る一般道道（北海道道）である。

## 概要
大沼を一周し、小沼の東側を通る路線である。

### 路線データ

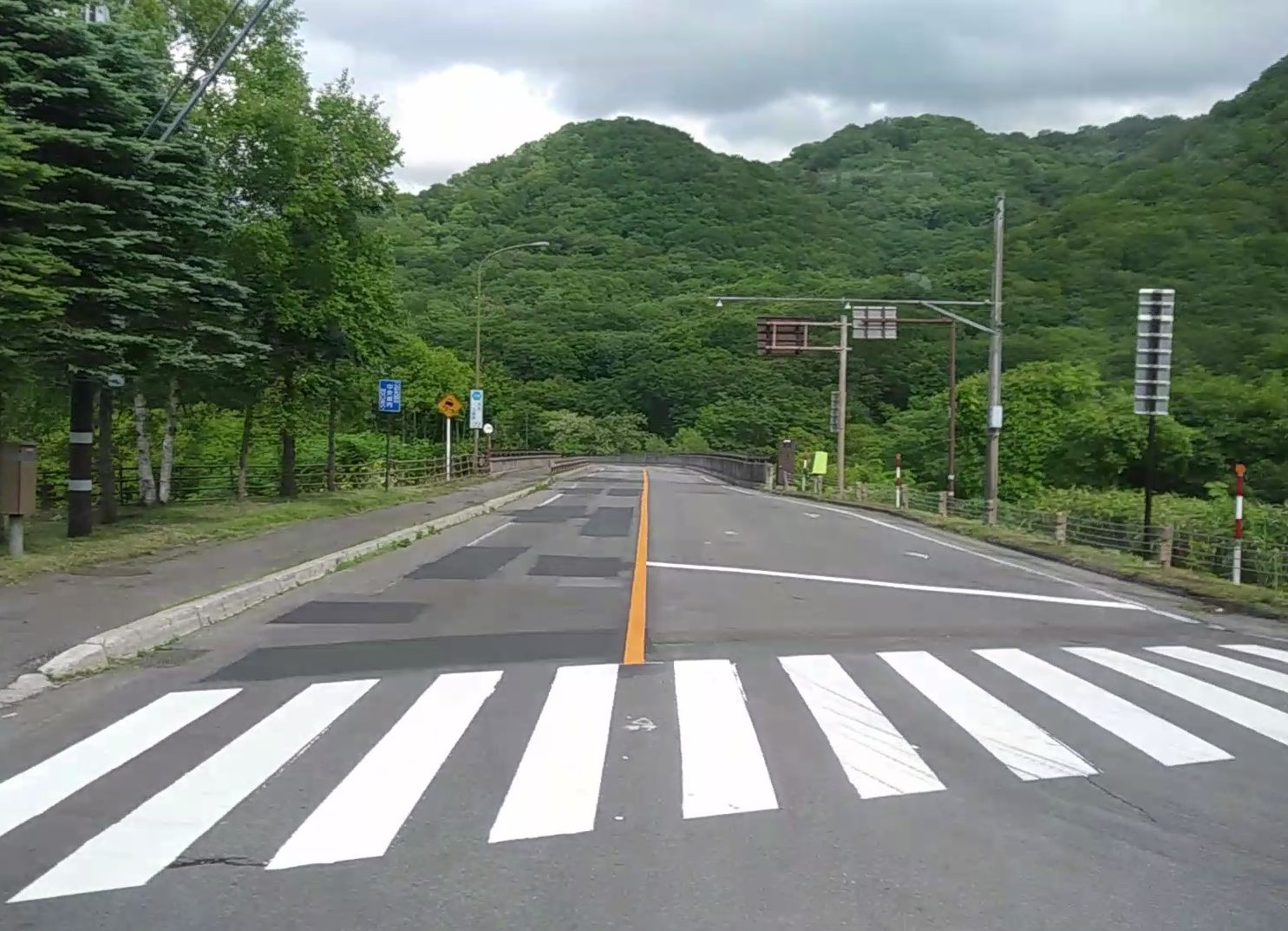
北海道道338号大沼公園線・終点（国道5号側より）

- 起点：北海道亀田郡七飯町字大沼町（北海道道43号大沼公園鹿部線上）
- 終点：北海道亀田郡七飯町字大沼町（国道5号交点）
- 総延長：18.776 km
- 実延長：14.782 km
- 重用延長：3.994 km

### 道路管理者
- 渡島総合振興局 函館建設管理部 事業課
- 渡島総合振興局 函館建設管理部 八雲出張所

## 歴史
- 1960年（昭和35年）4月1日 - 333号として路線認定[1]。
- 1994年（平成6年）10月1日 - 路線番号を338号に変更[2]。

## 路線状況

### 重複区間
- 北海道道43号大沼公園鹿部線（七飯町字大沼町 - 七飯町字西大沼）
- 北海道道43号大沼公園鹿部線（七飯町字大沼町）

### 道路施設

#### 主な橋梁
- 大沼跨線橋（151 m、函館本線、七飯町大沼町）

## 地理

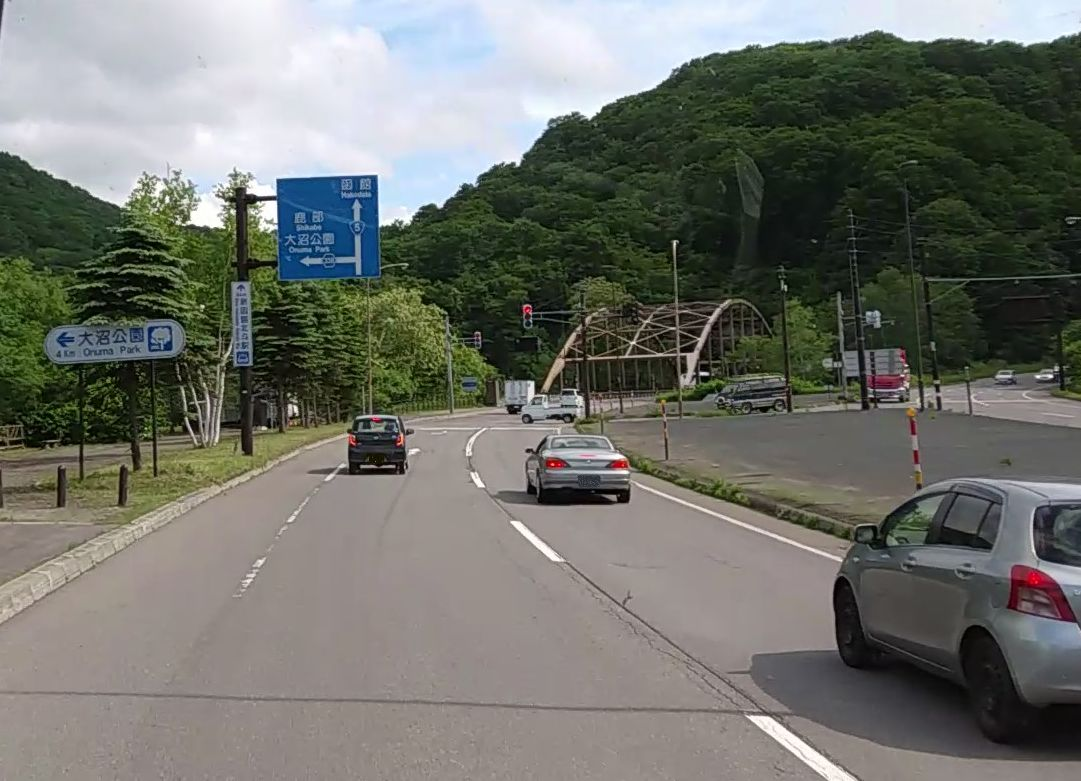
北海道道338号大沼公園線（終点）・国道5号交点（国道5号終点（札幌市・森町）側より）

### 通過する自治体
- 渡島総合振興局
  - 亀田郡七飯町
  - 茅部郡森町

七飯町 - 森町 - 七飯町 - 森町 - 七飯町の順に通過する。

### 交差する道路
七飯町
- 北海道道43号大沼公園鹿部線 - 西大沼（起点）
- 北海道道43号大沼公園鹿部線 - 大沼町（重複）
- 国道5号 - 大沼町（終点）

### 沿線にある施設など
七飯町
- 森林公園
- 大岩園地
- 大沼国定公園
- JR北海道 函館本線 大沼公園駅
- 大沼郵便局
- 七飯町役場大沼出張所
- JR北海道 函館本線 大沼駅